# Grenivka
Grenivka (znanstveno ime Citrus x paradisi) je drevo iz rodu Citrus (družina rutičevk) in njegov sadež. Je plod davnega križanja, verjetno med mandarino in pomelom, a že stoletja uspeva kot samostojno drevo, ki se razmnožuje s potaknjenci in cepljenjem.

## Grenivka kot križanec
Do nedavnega je rod Citrus zajemal enajst vrst, pred kratkim pa so strokovnjaki določili, da so izvirni citrusi le trije: mandarina (Citrus reticulata), pomelo (Citrus maxima) in citrona (Citrus Medica). Dotlej je bila grenivka klasificirana kot originalna vrsta citrusa, ki je zavzemala tudi podvrsto velikanskih sadežev, ki rastejo pretežno v Palestini.
Med križane citruse so tako všteli vse ostale vrste: pomaranča, limona, klementina, bergamot, kinoto, kumkvat, kombava in limeta. Prav tako bi naj vse vrste fortunelle bile le križanja ene same vrste kumkvata. Ta klasifikacija sicer ni še splošno sprejeta, a že sedaj veliko večino citrusov strokovno zapisujejo z vmesnim znakom križca ali enostavno z »x«, kar pomeni, da gre za križanje, torej hibrid. Čeprav se lahko zdi čudno, da sta tako vsesplošno znana sadeža, kot sta pomaranča ali limona, le hibrida, ne moremo prezreti osnovnih podatkov o njegovem gojenju. Strokovno ga je treba prišteti med umetno pridobljene rastline.
Čeprav je rod citrusov sedaj sestavljen samo iz treh vrst, poznamo namreč med agrumi veliko število naravnih odstopanj in nepravilnosti, bodisi v cvetju, bodisi predvsem v sadežih, zaradi česar se dajo dobiti širom po svetu zelo raznoliki primerki. Razen tega so agronomi razvili nešteto hibridov, ki večkrat nimajo stalnih in ponovljivih lastnosti, zato so nekatere vrste na trgu le za določeno dobo. To povzroča težave pri klasifikaciji agrumov. Omeniti je treba tudi dedne spremembe, ki so pri agrumih zelo pogostne. Gre za mutacijo v poganjkih, ki se včasih pojavi iz neznanih razlogov. Na veji se rodi poganjek, iz katerega zraste veja z nekoliko različnimi lastnostmi od ostalega drevesa. Če se ta vejica uporabi kot potaknjenec, zraste drevo s temi različnimi lastnostmi. Velikokrat  so te nove lastnosti nezaželene, zato se spremembo ne želi ohranjati in se mutirana vejica enostavno odstrani. Včasih je pa sprememba toliko zanimiva, da jo agronomi gojijo dalje in tako dobijo novi križanec.

Križanje sega tako daleč v preteklost, da so grenivke kar izpodrinile svoje prednike, za katere v našem jeziku ni niti imena, saj se njih gojenje ni razširilo do nas. Glavni razlog za »pozabo« pomela je v tem, da so mu grenivke popolnoma enake po okusu in sočnosti. Od mandarine je križanec prejel drugi dve lastnosti. Prva je vsekakor velikost in teža: medtem ko doseže pomelo tudi 10 kg, se grenivka v povprečju ustavi pod kilogramom. Druga lastnost, ki jo je grenivka podedovala po mandarini, je sploščeno okrogla oblika: pomelo namreč ni okrogel, pač pa je podoben hruški in ves ožji del je večinoma napolnjen z belo spužvasto maso, ki je pri drugih agrumih le pod olupkom.
Grenivka velja za edinega med agrumi, ki ni doma v jugovzhodni Aziji, temveč v Centralni Ameriki (Barbados ali Bahami). Verjetno je res od tam prišla na Florido, a težko bi si predstavljali, da je grenivka prišla iz teh krajev tudi v Sredozemlje. Ni sicer gotovih podatkov, a lahko sklepamo, da je tudi ta sadež pripotoval v Evropo preko Azije po karavanskih poteh, skupaj s svojim prednikom – mandarino.

## Vrste
Zgodovina grenivke se pričenja šele leta 1830, ko so jo priznali kot samostojno vrsto agrumov, a vse do leta 1950 ni bilo mogoče znanstveno utemeljiti, da gre dejansko za križanec. Kljub temu je grenivka med najvažnejšimi predstavniki agrumov.
Čeprav poznamo danes mnogo varietet grenivke, gre v glavnem za samo dve vrsti, to so rumena ali navadna grenivka in rdeča ali rožnata grenivka. Slednja je sicer le križanec s pomarančo, a je na trgu kmalu zbudila zanimanje kupcev, zato so strokovnjaki skušali ohraniti in poglobiti njene posebnosti. Tako je prišlo do uveljavitve rožnate grenivke, podobno kot se je zgodilo pred leti s klementino: ko postane varieteta toliko razširjena in predvsem toliko obstojna, da se brez problema razmnožuje z istimi lastnostmi, zadobi status vrste. Rožnato grenivko trenutno še vedno prištevamo k navadnim grenivkam, ker se v glavnem razlikuje od rumenih varietet le po barvi. So pa že na trgu rožnate grenivke, ki se razlikujejo tudi po okusu in celo po obliki olupka. Ti sadeži so zaradi intenzivnih križanj z rdečimi pomarančami (predvsem tipa moro) čedalje slajši in olupek postaja tanjši. Zna biti, da se rožnata grenivka v kratkem uveljavi kot samostrojna vrsta citrusov.

## Opis
Grenivka je drevo, ki se je včasih gojilo v okrasne namene, saj lahko doseže tudi 15 metrov višine. Ima dolge veje in ozke temnozelene liste podolgovate oblike, ki lahko dosežejo preko 15 cm. Tudi cvetovi so veliki in prijetno dišeči. Danes se drevo goji skoraj izključno v nasadih za pridobivanje sadežev, zato ne zraste več kot 5 do 6 metrov visoko. Sad je rumene barve, okrogle oblike, včasih nekoliko sploščen ob peclju, s premerom okoli 15 cm. Je največji med agrumi, ki se gojijo za pridobivanje plodov, saj lahko tehta tudi preko 2 kg, a v tem primeru sadež ne pride na trg, temveč se uporabi v industriji sokov. Olupek je debelo podložen z belo spužvasto maso, ki je pa nekoliko redkejša kot na primer pri limoni. Zato sad ni tako trd kot limona, pa tudi ne tako elastičen kot pomaranča, kar mu včasih daje videz, da je potolčen. Uporablja se predvsem kot sveže sadje in v živilski industriji za pridobivanje sokov.

## Zdravilstvo
V zdravilstvu je grenivka danes najbolj čislan sadež, saj praktično ni bolezni, pri kateri naj ne bi pomagala. Gre seveda za trenutno modo, a v resnici je grenivka dragocen pripomoček pri raznih težavah. Tako se na primer svetuje pri raznih vrstah notranjih obolenj, pa tudi v primeru navadnih prebavnih motenj. Uveljavil se je rek: Grenivka naredi red v želodcu. Poleg tega so raziskovalci ugotovili nizke glicemične vrednosti grenivke, kar jo je povišalo v razred neobhodno potrebnih živil. Zaradi teh lastnosti so se kmalu pojavile razne teorije o dietetični vrednosti grenivke, kar je privedlo do neštetih diet na njeni podlagi. Vsekakor, čeprav je neizpodbitna bodisi prehrambena važnost kot tudi razkužilna sposobnost grenivke, je treba njeno današnjo priljubljenost na tržišču pripisati v dobri meri le reklamnim posegom proizvajalcev.

## Grenivka in mamila
Ko se je ta sadež pojavil v Evropi, so ga najprej skušali primerjati z limono in z njenimi zdravilnimi učinkovanji. Tako so na primer ugotovili, da se sok odlično obnese, ko ga dodamo kavi, podobno kot limonin sok. Kava z limono je bila namreč zdravilo, ki so ga nekdanji zdravniki priporočali v primeru glavobola. Limonin sok je namreč nekakšen naravni ojačevalec kofeina in tako »ojačena« kava je imela že analgetično moč današnjih tablet.
Ko so ugotovili, da je v tem pogledu grenivka enakovredna limoni, so se z vnemo lotili nadaljnjih raziskav. Dejansko so dognali, da vsebuje grenivka nekatere sestavine (bergamotin, naringenin), ki pospešujejo učinkovanje kafeina. Baje sok deluje podobno tudi na razna mamila. O tem se razvija v zadnjih desetletjih neskončna debata in prerekanje, predvsem v Ameriki. Nekateri izvedenci zagovarjajo stališče o veliki moči grenivke, ki naj bi bila sposobna pričarati »umetni raj« z nižjo uporabo mamila. Ti ljudje istočasno svarijo uporabnike mamil, naj ne uživajo grenivk skupno z mamili, ker bi to povzročalo predoziranje, oziroma jih učijo, kako pravilno odmerjati mamilo s sadom. Nasprotniki te teorije trdijo, da gre vendar le za sadje in da je vse skupaj le reklama za čim večjo prodajo grenivk, ki bi imela tudi skriven namen, da z visokovitaminsko hrano pomaga nesrečnim zasvojencem, da dalj časa živijo in torej kupujejo mamila.